# Pytilia
Pytilia är ett fågelsläkte i familjen astrilder inom ordningen tättingar: Släktet omfattar fem arter som förekommer i Afrika söder om Sahara:
- Etiopienastrild (P. lineata)
- Auroraastrild (P. phoenicoptera)
- Gulvingad astrild (P. hypogrammica)
- Orangevingad astrild (P. afra)
- Melbaastrild (P. melba)